# هرهر (مارتونی)
هرهر (به ارمنی: Հերհեր) یک منطقهٔ مسکونی در جمهوری آرتساخ است که در استان مارتونی واقع شده‌است.